# Alexander Baumann (Politiker, 1962)
Alexander Baumann (* 18. Februar 1962 in Bad Mergentheim) ist ein deutscher Kommunalpolitiker (CDU) und Oberbürgermeister der Großen Kreisstadt Ehingen (Donau).

## Leben
Nach seinem Abitur 1981 in Biberach leistete Baumann zunächst seinen Wehrdienst ab. Danach begann er eine Ausbildung bei der Gemeinde Schemmerhofen sowie am Landratsamt. Es folgte ein Studium an der Hochschule für öffentliche Verwaltung und Finanzen Ludwigsburg. Das Studium schloss er 1987 als Diplom-Verwaltungswirt (FH) ab. Danach arbeitete Baumann bis 31. März 1995 als Fachbeamter für das Finanzwesen bei der Gemeinde Burgrieden. Vom 1. April 1995 bis 21. Dezember 2010 war er Bürgermeister der Großen Kreisstadt Ehingen (Donau).
Am 10. Oktober 2010 wurde Baumann zum Oberbürgermeister von Ehingen gewählt und am 22. Dezember 2010 für dieses Amt vereidigt und verpflichtet.
Am 23. September 2018 wurde Alexander Baumann erneut zum Oberbürgermeister der Großen Kreisstadt Ehingen (Donau) gewählt. Er trat sein Amt in der zweiten Wahlperiode am 20. Dezember 2018 an.

## Tätigkeiten
- Aufsichtsrat der ADK GmbH für Gesundheit und Soziales
- Aufsichtsrat der Krankenhaus GmbH
- Mitglied des Kreistages des Alb-Donau-Kreises
- Mitglied im Umwelt- und Landwirtschaftsausschuss des Gemeindetages
- Mitglied im Verwaltungsrat des Zweckverbands kommunale Informationsverarbeitung Reutlingen-Ulm
- Vorsitzender des DRK-Ortsvereins Ehingen